# Hanns Rückert
Hanns Rückert (* 18. September 1901 in Fürstenwalde; † 3. November 1974 in Tübingen) war ein evangelischer Kirchenhistoriker.

## Leben
Hanns Rückert studierte in Jena und Berlin Theologie und wurde nach der Lizentiaten-Promotion 1924 Mitarbeiter am kirchenhistorischen Seminar. Er war Inspektor der Stiftung Johanneum Berlin und übernahm die Lehrstuhlvertretung für seinen verstorbenen Lehrer Karl Holl. Später sah er sich als Sachwalter des Erbes von Karl Holl.
1925 wurde er Privatdozent für Kirchengeschichte in Berlin, 1928 Ordinarius und Nachfolger von Heinrich Böhmer an der Universität Leipzig. 1931 wurde er, von Hans Lietzmann gefördert, an die Eberhard Karls Universität Tübingen berufen. Seine Emeritierung erfolgte 1966.
Dem NS-Staat diente sich Rückert bereitwillig an, auch wenn zu seiner Parteimitgliedschaft unterschiedliche Angaben existieren. Er sah die Machtergreifung als historische Chance für die evangelischen Kirche. Im Mai 1933 schloss er sich der Glaubensbewegung Deutscher Christen (DC) an, verließ sie jedoch sechs Monate später im Zusammenhang mit dem Sportpalastskandal. Trotz des Zerwürfnisses mit der Führung unter Joachim Hossenfelder kehrte Rückert der antisemitischen Ideologie jedoch nicht den Rücken. Vielmehr sah er sich und seinesgleichen als „wahre Deutsche Christen“. In einer Rede mit dem Titel Luther als Deutscher stellte er den Religionsstifter als exemplarisches „Bild des deutschen Menschen“ dar der nicht zu trennen sei vom anbrechenden „völkischen Frühling“. Das „Gottesverhältnis des evangelischen Christen“ sei nicht zu trennen vom „Gefolgschaftsverhältnis des deutschen Menschen gegenüber dem Führer“. In der Machtergreifung sah er in seiner Semesterantrittsrede 1933 eine Offenbarung Gottes. Zwar könne er nicht beweisen, dass „Gottes Siegerkraft mit den Bataillonen dieser nationalen Erhebung sein“ würde, er glaube aber an einen „geschichtlichen Auftrag des begnadeten Volkes“. Als Mitglied der Württembergische Kommission für Landesgeschichte beteiligte er sich an der vermeintlichen „Lösung der Judenfrage“, also dem Versuch, die Christliche Religion von der jüdischen Identität Jesus Christus’ zu trennen.
Wegen seines Eintretens für Theophil Wurm wurde er 1934 als Dekan amtsenthoben. Aus der Gesellschaft für Kirchengeschichte trat er nach Anwürfen von Erich Seeberg 1937 aus.
1933 war er  in Zusammenarbeit mit Friedrich Karl Schumann Mitbegründer, verantwortlicher Schriftleiter und Mitherausgeber der Monatsschrift für die Deutsche Evangelische Kirche Deutsche Theologie. Die Beiträge zur sächsischen Kirchengeschichte (BSKG) betreute er mit Pfarrer Franz Blanckmeister. In der Reihe Supplementa Calviniana edierte er Calvins Predigten über das 2. Buch Samuel.
Der Kommission zur Herausgabe der Werke Martin Luthers stand er bis 1969 vor. Sein Nachfolger wurde Gerhard Ebeling. In seiner Erstlingsschrift gelang es ihm, gestützt auf breites Quellenmaterial, die Figur und Rolle Girolamo Seripandos zu konstruieren. Er war ein Vertreter der sogenannten „Lutherrenaissance“ und grenzte sich von gewissen Ansichten Ernst Troeltschs ab.
1960 wurde er in die Heidelberger Akademie der Wissenschaften aufgenommen.

## Schriften (Auswahl)
- Die Verfassung der evangelischen Landeskirchen Deutschlands (= Religionskundliche Quellenhefte 32). Teubner, Leipzig 1925.
- Die Rechtfertigungslehre auf dem Tridentinischen Konzil (= Arbeiten zur Kirchengeschichte 3) Bonn 1925.
- Die theologische Entwicklung Gasparo Contarinis (= Arbeiten zur Kirchengeschichte 6), Bonn 1926.
- Die Christianisierung der Germanen. Mohr, Tübingen 1932; 21934.
- Das evangelische Geschichtsbewußtsein und das Mittelalter. In: Mittelalterliches Erbe – evangelische Verantwortung. Mohr, Tübingen 1962.
- Vorträge und Aufsätze zur historischen Theologie. Mohr, Tübingen 1972.